# Birol Parlak
Birol Parlak (* 1. März 1990 in Pazar) ist ein türkischer Fußballspieler.

## Karriere

### Verein
Parlak begann 2002 in der Jugend von Mersin İdman Yurdu mit dem Vereinsfußball. Im Frühjahr 2007 erhielt er hier einen Profivertrag und spielte zwei Jahre neben seiner Tätigkeit bei den Jugendmannschaften auch in der Profimannschaft mit. Erst zur Saison 2008/09 wurde er vollständig in den Profikader aufgenommen. In dieser Saison wurde er mit seiner Mannschaft Vizemeister der TFF 2. Lig und stieg in die TFF 1. Lig auf. Nach eineinhalb weiteren Spielzeiten wurde er im Frühjahr 2011 vom damaligen Cheftrainer Nurullah Sağlam auf die Verkaufsliste gesetzt und wechselte zur Rückrunde der Saison 2010/11 zum Drittligisten Tepecikspor. Bei diesem Verein gelang ihm in einem Jahr nicht der Sprung in die Startelf, sodass er zum Frühjahr 2012 an Tarsus İdman Yurdu abgegeben wurde. Hier spielte er nur bis zum Sommer 2012 und heuerte anschließend bei Çamlıdere Şekerspor an.
Zur Spielzeit 2013/14 wechselte Parlak in die TFF 1. Lig zum Aufsteiger Fethiyespor. Entgegen seiner bisherigen Karriere wurde er bei diesem Klub im defensiven Mittelfeld eingesetzt. Nachdem er in dieser Position zu überzeugen wusste, wurde er als Zweitligaspieler in die türkische Nationalmannschaft nominiert wurde. Sein Verein verfehlte am letzten Spieltag den Klassenerhalt und stieg in die TFF 2. Lig ab.
In der Sommertransferperiode 2014 wechselte Parlak zum Erstligisten Eskişehirspor. Im Frühjahr 2016 wechselte er zum Ligarivalen Kayserispor. Bereits am Saisonende zog er innerhalb der Liga zum Aufsteiger Alanyaspor weiter.
Nachdem er die Saison 2018/19 beim Zweitligisten Ümraniyespor verbracht hatte, wechselte im Sommer 2019 in die TFF 2. Lig zum Aufsteiger Kırşehirspor.

### Nationalmannschaft
Obwohl Parlak zuvor nie für eine der türkischen Nationalmannschaften tätig gewesen war, wurde er als Zweitligaspieler überraschend vom Nationaltrainer Fatih Terim im Rahmen des Testspiels gegen die schwedische Nationalmannschaft am 5. März 2014 in das Aufgebot der türkischen Auswahlmannschaft berufen. In dieser Begegnung kam er jedoch nicht zum Einsatz.
Im Oktober 2014 debütierte er für die zweite Auswahl der türkischen Nationalmannschaft, für die türkische A2-Nationalmannschaft.

## Erfolge
Mit Mersin İdman Yurdu
- Vizemeister der TFF 2. Lig und Aufstieg in die TFF 1. Lig: 2008/09

Mit Tarsus İdman Yurdu
- Meister der TFF 3. Lig und Aufstieg in die TFF 2. Lig: 2011/12